# 제천 월광사지
제천 월광사지(堤川 月光寺址)는 충청북도 제천시 한수면 송계리에 있는 신라시대의 절터이다. 2012년 11월 2일 충청북도의 기념물 제154호로 지정되었다.

## 개요
월광사(月光寺)는 성주산문(聖住山門)과 밀접한 관계에 있었던 낭혜화상(朗慧和尙)의 제자였던 원랑선사(圓朗禪師, 816~883)가 머무르면서 이 지역 선종의 보급과 발전에 중요한 역할을 수행하였던 곳으로 보물 제360호인 《제천 월광사지 원랑선사탑비》와 도지정 유형문화재 제231호인 《제천 송계리 대불정주범자비》와 관련된 역사 문화 환경 유존지역이다.
충북지역의 수많은 사찰과 폐사지들 중에서도 절대연대를 가름할 수 있는 신라 하대의 사찰로 중요한 학술적 의미를 갖는다.

## 관련 문화재
- 제천 월광사지 원랑선사탑비 (보물 제360호)
- 제천 송계리 대불정주범자비 (충청북도 유형문화재 제231호)

## 참고 자료
- 제천 월광사지 - 국가유산청 국가유산포털